# Jeronim Emilijani
Sveti Jeronim Emilijani (Miani) (tal. San Girolamo Emiliani; Venecija, 1486. – Somaska, 8. veljače 1537.) bio je talijanski katolički svećenik i utemeljitelj družbe somaskanaca. Svetac je Katoličke crkve. Papa Pio XI. proglasio ga je 1928. godine zaštitnikom siročadi i napuštene djece.
Bio je jedan od glavnih zagovaratelja i provoditelja protureformacije i ideja Katoličke obnove uspostavljenih na Tridentskom saboru. To ostavilo značajan trag u njegovoj osobnosti i teologiji, koja odiše renesansnim idejama i željom za promjenama unutar Crkve.
Njegov život obilježila su tri razdoblja; poganstvo u mladosti, obraćenje u zatvoru i svećeništvo ispunjeno karitativnih radom i Katoličkom obnovom.

## Životopis

### Mladost
Rođen je kao posljednje od četvero djece oca Angela i majke Eleonore u uglednoj venecijanskoj plemićkoj obitelji Morosini. Imao je dva brata (Karla i Marka) i sestru Luciju, koja je bila najstarije dijete. Usprkos obiteljskom ugledu i plemićkom porijeklu, obitelj je živjela u siromaštvu. O njegovoj mladosti nema mnogo podataka, osim da je s 15 godina izgubio oca i pobjegao od kuće.
Suvremenici su ga opisali kao živahnog i veselog mladića, smiona duha i spremna na šalu, ali istovremeno nervoznog, rasipnog i vrlo promjenjivog raspoloženja. Svojim uglađenim manirama i plemićkim držanjem stekao je brojne prijatelje među venecijanskim i milanskim plemstvom.

### Vojna služba
U dvadesetoj godini života odlazi u venecijansko Veliko vijeće, gdje se prijavljuje za vojnu službu. Vojno službovanje počeo je 1509. u Ratu Svete lige, gdje se borio na strani Mletačke Republike. Dvije godine kasnije, u ratu mu se pridružio brat Luka te su se zajedno borili u Trevisu. Za vrijeme opsade Novog kaštela u Trevisu 27. kolovoza 1511., Luka je pobjegao, a Jeronim se ostao boriti protiv 3.000 francuskih vojnika. Sljedećega dana Mlečani su bili prisiljeni na predaju.

### Obraćenje i pastoralni rad
Nakon kraćeg vremena u ratnom zarobljeništvu, uhićen je zbog nekoliko krađa i tučnjava tijekom svog bijega. U zatvoru se preobratio, nakon što je dulje vrijeme preispitivao svoje postupke. Zamolio je upravitelja da mu dovede katoličkog svećenika, te se ispovijedio. Prilikom izlaska iz zatvora darovao je svoje zatvoreničke lance mjesnoj crkvi kao zavjetni dar Majci Božjoj i zahvalu za oslobođenje.
Tri godine pripremao se za pristupanje svećeničkom redu u molitvi i pokori te karitativnom radu. Nakon što je završio bogosloviju, zaređen je za svećenika 1518. godine, u 32. godini života. U svom pastoralnom radu posvetio se brizi za napuštenu i bolesnu djecu. S 46 godina osnovao je družbu somaskana, koja se brinula za siročad i bolesnu djecu. Za svoga života utemeljio je još šest sirotišta, bolnicu i sklonište za prostituke.
Umro je u Somaski 8. veljače 1537.

## Štovanje
Blaženim ga je proglasio 1747. godine Benedikt XIV., koji je i sam bio učenik somaskina, a svetim Klement XIII. 1767. godine. Relikvije se čuvaju u njegovu svetištu u Somaski.

## Vanjske poveznice
Ostali projekti
|  | Zajednički poslužitelj ima još gradiva o temi Sveti Jeronim Emilijani |

Mrežna mjesta
- www.somascans.org, mrežne stranice redovničke zajednice somaskanaca (engl.)